# オデーサ市庁舎
オデーサ市庁舎（オデーサしちょうしゃ、ウクライナ語: Будинок Одеської міської ради）は、ウクライナのオデーサにある市庁舎であり、プリモルスキー大通り、テアトラルニー横丁、イタリアンスカ通りの交差点に位置する。1828年から1834年にかけてフランチェスコ・ボッフォとグレゴリオ・トリチェッリの設計に基づいて建設された新古典主義建築の建物を使用している。1871年から1873年にかけてフランツ・モランディによって再建された。

## 概要
正面には、それぞれ農業の女神ケレースと商業の神メルクリウスを表す2つの大きな像があり、建物が元々取引所として使用されていたことを示している。ケレスとメルクリウスの像は彫刻家ルイージ・イオリニによって設計された。ギリシャ神の彫刻は後に建物に追加された。当初、入り口の両側のニッチには、ヨセフとピーター・ジェナーリ作のライオンとクマの彫刻があった。
毎時30分になると、入り口の上の時計がメロディー「オデーサわが街」（オデーサ鉄道駅に到着する列車を迎えるのと同じ曲）を奏でる。これは、ソビエトの作曲家イサーク・ドゥナエフスキーのオペレッタ『白いアカシア』からのものである。
建物の前には「ドゥムスカ」と呼ばれる小さな広場があり、オデーサに13ヶ月滞在したアレクサンドル・プーシキンの記念碑と、クリミア戦争中に町の近くで座礁し沈没したイギリスのフリゲート艦Tiger(en)から回収された海軍砲が置かれている。

## オデーサ市庁舎の襲撃
2012年12月21日、オデーサ市庁舎の扉の前で戦闘が発生した。 3人の法執行官が軽傷で入院したと報告された。 市長のオレクシー・コストゥーシェフは公式発表で、非致死性兵器を装備したスヴォボーダの戦闘員が建物警備と交戦し、オデーサ市議会の業務を妨害しようとしたと述べた。 コストゥーシェフはまた、「fashistvuyushchie」（破壊を引き起こすファシストを意味する新造語）という言葉を使用し、人々を「完全に消滅したわけではないファシズムの後継者」と呼んだ。市長は、これらの行動の理由はソビエト連邦軍にちなんで都市の通りを改名するのを阻止する意図だったと説明した。彼はまた、彼の発表はすべての市議会議員によって満場一致で支持されたと主張した。
スヴォボーダの公式プレスリリースによると、抗議行動はオデーサ市議会の議員の1人が会議への参加を許可されなかった後に起こった。 声明の中でスヴォボーダは、その市議会議員は地元の市場に関連する最近の出来事と都市生活における市当局の役割に関して市議会の会議で発言する意図があったと主張した。 おそらく、その特定の市議会議員の会議への参加を許可しないという市議会で採択された支持文書が存在する。 地方検察庁が捜査を行う予定であった。

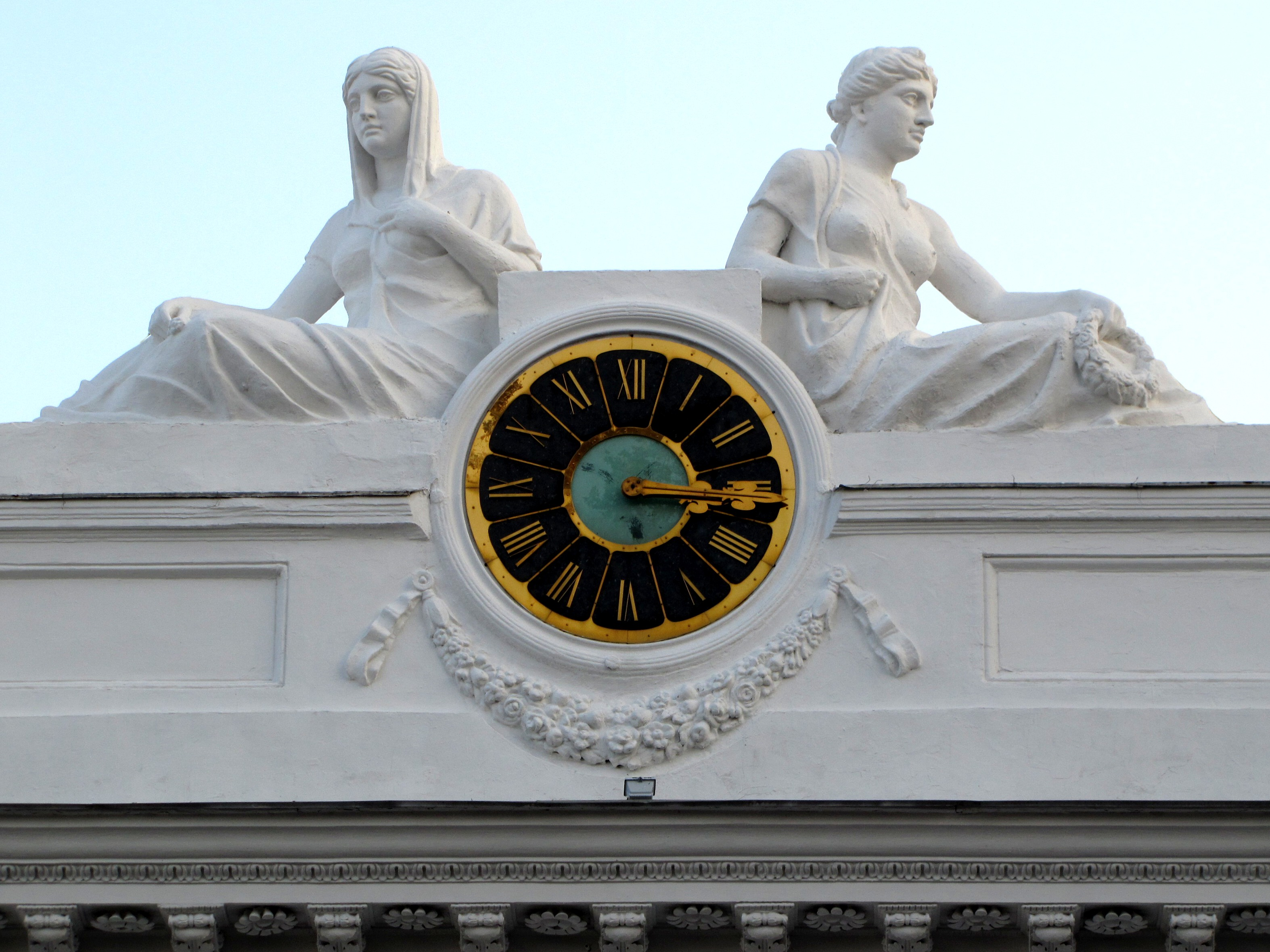
時計
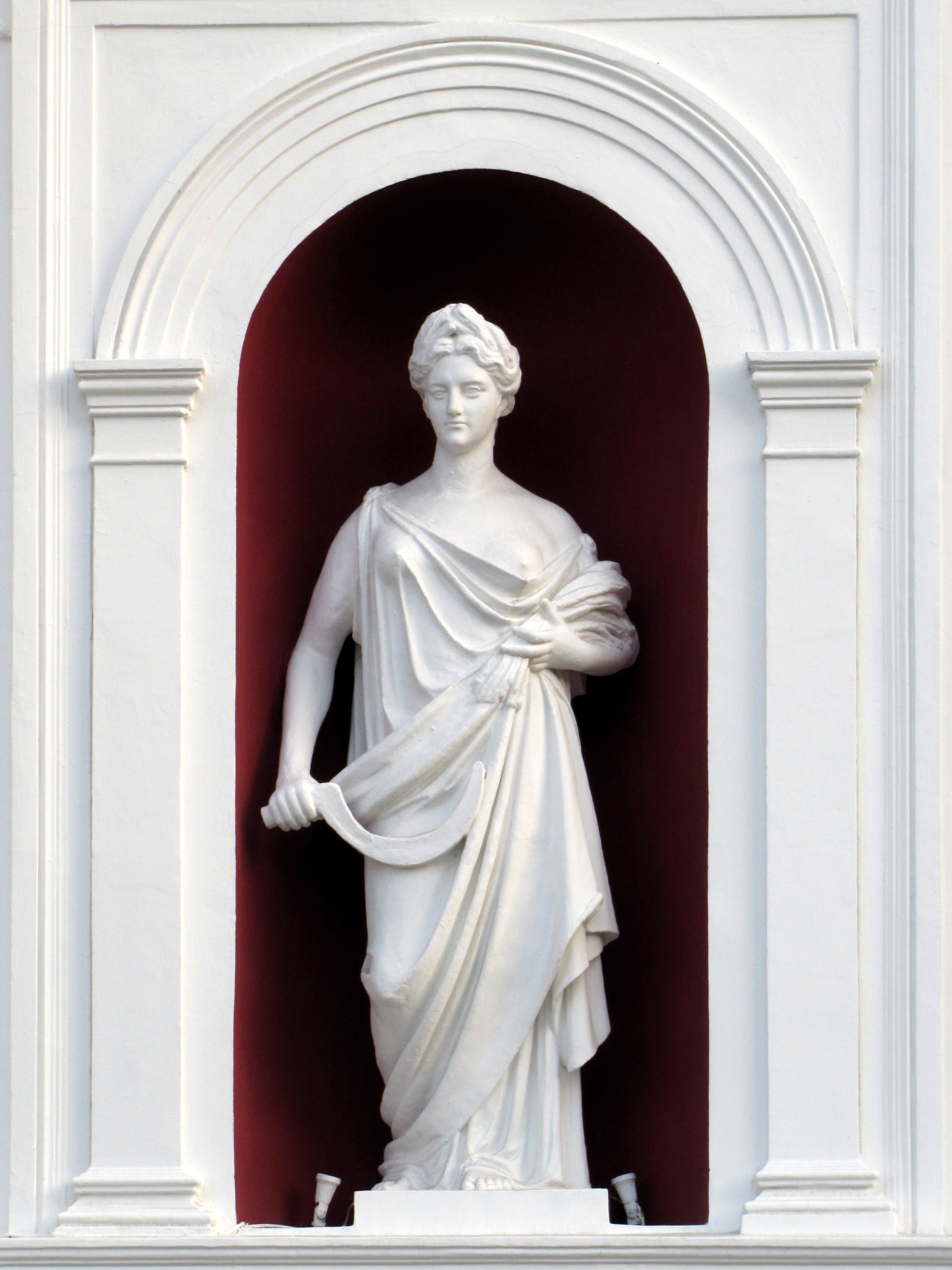
ケレス
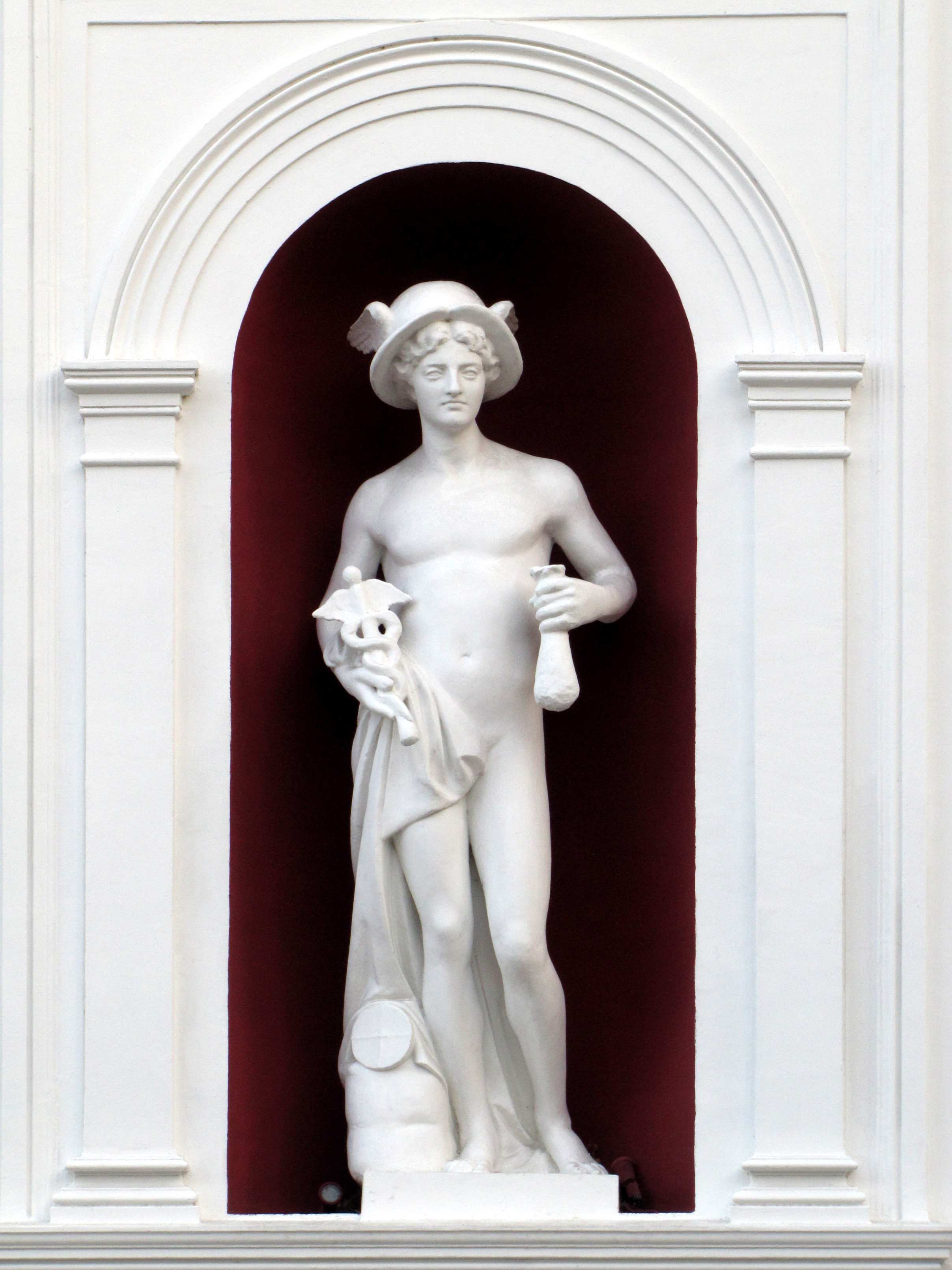
メルクリウス